# Муруева, Татьяна Михайловна
Татьяна Михайловна Муруева ― советская бурятская балерина, Заслуженная артистка Бурятской АССР (1973), Народная артистка Бурятской АССР (1981), Заслуженный работник культуры Российской Федерации (2011), солистка балета Бурятского государственного академического театра оперы и балета имени народного артиста СССР Г. Ц. Цыдынжапова с 1967 года.

## Биография
Родилась 24 апреля 1949 года в Улан-Удэ, Бурят-Монгольская АССР, РСФСР.
В 1967 году окончила Бурятского хореографического училища, где занималась в классе педагога З. Н. Тыжебровой. Относится к первому, звёздному, выпуску этого училища. В том же году начала служить в балетной труппе Бурятского театра оперы и балета имени Гомбожапа Цыдынжапова.
Муруева отличалась артистизмом и танцевальной техникой. Творческой особенностью артистки были музыкальное чутьё и строгий академизм стиля.

В театра балерина исполняла такие партии, как: Жизель и Мирта в «Жизели» А. Адана, Одетта, Одиллия, па-де-труа в «Лебедином озере» П. Чайковского, Миледи в «Трёх мушкетёрах» В. Баснера, Никия и Гамзатти в «Баядерке» Л. Минкуса, Лиза в «Тщетной предосторожности» Л. Герольда, Медора в «Корсаре» Л. Минкуса, Баядерка в одноимённом балете Л. Минкуса, Зарема в «Бахчисарайском фонтане» Б. Асафьева, Джульетта в «Ромео и Джульетте» С. Прокофьева, Эгина в «Спартаке» А. Хачатуряна, Пастора в «Испанских миниатюрах» (музыка народная), Солистка в «Пахите» Л. Минкуса, Мехменэ Бану в «Легенде о любви» А. Меликова, Чертовка в «Сотворении мира» А. Петрова, Эстрелла в «Тореро» Е. Светланова, Франциска в «Большом вальсе» И. Штрауса, Повелительница дриад в «Дон Кихоте» Л. Минкуса, Комиссар в одноимённом балете Г. Банщикова, Кончита в «Авось!» А. Рыбникова, Вожак огненных псов, золотой божок в балете Ю. Корнакова «Владыка джунглей», Зима в одноактном балете на музыку А. Вивальди «Времена года» и другие.— 
В 1973 году ей было присвоено звание «Заслуженная артистка Бурятской АССР». Была участницей Дней литературы и искусства Бурятии в Москве в 1983, в Якутске в 1974 году, творческих отчётов театра в Москве и Ленинграде в 1979, 1989 годах.
Нескольких лет Татьяна Муруева жила в Красноярске, где работала преподавателем в местном хореографическом училище. Вернувшись на родину, работала доцентом кафедры педагогики балета Восточно-Сибирской государственной академии культуры и искусств. Одновременно трудилась педагогом по классическому танцу в Бурятском республиканском хореографическом колледже имени Ларисы Сахьяновой и Петра Абашеева.
В марте 2013 года её ученица, студентка третьего курса хореографического колледжа Наталья Алексеева стала дипломантом I Всероссийского конкурса молодых исполнителей «Русский балет».
Многие балетные партии она исполняла вместе с мужем, Народным артистом РСФСР Юрием Муруевым. Их сын Денис Муруев также стал артистом балета.
За большой вклад в развитии бурятского балетного искусства Татьяна Михайловна Муруева была удостоена почётных званий «Народная артистка Бурятской АССР» в 1981 году и «Заслуженный работник культуры Российской Федерации» в 2011 году.
В 2022 году награждена Почётной грамотой Главы Республики Тыва.